# 포트나이트 배틀로얄
《포트나이트 배틀로얄》(Fortnite Battle Royale)은 에픽게임즈가 개발하고 배급한 부분 유료화 배틀로얄 온라인 비디오 게임이다. 건설 요소를 갖춘 협동 생존 게임인 포트나이트: 세이브 더 월드의 동반자격 게임이다. 2017년 9월 26일 마이크로소프트 윈도우, macOS, 플레이스테이션 5, 엑스박스 원용으로 얼리 액세스로 처음 출시되었다가 이듬해에 iOS, 안드로이드로 출시되었다.
게임의 콘셉트는 장르에 속한 이전 게임과 비슷하다. 100명의 플레이어들이 섬으로 스카이다이빙을 하고 다른 플레이어들로부터 자신들을 방어하기 위해 장비를 찾아다닌다. 플레이어는 혼자 싸우거나(솔로), 추가 플레이어와 함께 싸우거나(듀오),3명의 조를 이루어 싸운다(트리오) . 최대 4명의 조를 이루어(스쿼드) 싸울 수 있다. 게임이 진행될수록 섬 내의 플레이 가능한 지역이 점진적으로 제약되면서 플레이어는 참여 공간이 점점 더 줄어들게 된다. 마지막으로 생존한 플레이어나 팀이 경기에서 이기게 된다. 이 장르의 다른 게임들과의 주된 차이점은 게임의 건축 요소들이며 플레이어가 수집한 자원으로부터 벽, 장애물, 기타 구조물을 건축함으로써, 외부에서 들어오는 불을 피한다든 전략적 시점의 이점을 누릴 수 있다.
배틀로얄의 아이디어는 매우 성공적인 유사 배틀로얄 게임 배틀그라운드의 출시에 기인한 것이지만 기술적인 결점이 보고되었다. 원래는 "세이브 더 월드"의 얼리 액세스 버전의 일부로 출시되었는데 에픽은 나중에 이 게임을 마이크로트랜잭션에 의한 부분 유료화 모델로 변경하였다. 인기가 상승하면서 에픽은 개발팀을 나누어 한 쪽은 배틀로얄에 초점을 두고, 다른 한 쪽은 세이브 더 월드에 집중하게 했다.
배틀로얄은 비평가들로부터 학습 곡선, 게임플레이, 아트 스타일, 진행 시스템 면에서 긍정적인 평가를 받았으나 장르의 이전 게임들과의 유사성 면에서는 지적을 받았다.

## 게임플레이
포트나이트 배틀로얄의 주요 게임플레이는 배틀로얄 장르의 표준 포맷을 따른다. 게임은 일반적으로 개별 플레이어와 함께 또는 2~4명의 조를 이루어, 각 라운드마다 최대 100명과 함께 플레이되는 것이 일반적이다. 라운드는 아무 무기 없이 배틀 버스(떠다니는 버스)로부터 스카이다이빙을 하여 시작되며 글라이더를 사용하여 육지로 착륙하며 총이나 각종무기 들을줍고 상대와 교전한다. 맵 곳곳의 있는 NPC들과 거래를 할 수도 있으며, 임시 무기를 찾아 좋은 무기를 제작할 수도 있다. 이런 면에서는 확실히 배틀그라운드와 차이점이 있다.

## 평가
| 평가 |                                                                         |
| --- | ----------------------------------------------------------------------- |
| 통합 점수 통합사 점수 메타크리틱 81/100 (PC) [ 2 ] 78/100 (PS4) [ 3 ] 85/100 (Xbox One) [ 4 ] 81/100 (iOS) [ 5 ] 83/100 (Switch) [ 6 ] 평론 점수 평론사 점수 게임 인포머 8.5/10 [ 7 ] 게임스팟 8/10 [ 8 ] IGN 9.6/10 [ 9 ] |                                                                         |
| 통합 점수 |                                                                         |
| 통합사 | 점수                                                                    |
| 메타크리틱 | 81/100 (PC) 78/100 (PS4) 85/100 (Xbox One) 81/100 (iOS) 83/100 (Switch) |
| 평론 점수 |                                                                         |
| 평론사 | 점수                                                                    |
| 게임 인포머 | 8.5/10                                                                  |
| 게임스팟 | 8/10                                                                    |
| IGN | 9.6/10                                                                  |

## 내용주
1. ↑  Retail versions published by 워너 브라더스 인터랙티브 엔터테인먼트.

## 참고 자료
- Goslin, Austen (November 14, 2019). “Why Fortnite is the most important game of the decade”. 《Polygon》 (미국 영어). November 15, 2019에 확인함.
- 에픽 게임즈